# René Stucki
René Stucki (Zürich, 15 oktober 1936 – aldaar, 15 juni 2002) was een Zwitsers componist, dirigent en trompettist.

## Levensloop
Stucki studeerde aan het Konservatorium für Klassik und Jazz in Zürich bij Antoine-Elisée Cherbuliez en Ernst Lüthold. Van 1957 tot 1959 was hij trompettist in verschillende militaire kapellen, onder ander het Zürcher Regimentsspiel 26. 
In 1963 was hij oprichter van de Grenadiermusik Zürich (GMZ) en dirigeerde deze blechharmonie (fanfareorkest) tot zijn overlijden in 2002. Naast dit orkest dirigeert hij ook verschillende andere harmonieorkesten in de buurt van Zürich, zoals de Harmonie Bauma.
Als componist schrijft hij vooral marsen en andere werken voor harmonie- en fanfareorkest.

## Composities

### Werken voor harmonie- en fanfareorkest
- 1964 - Bannerherr-Lutz-Marsch
- 1964 - La Chasse
- 1964 - Zürcher Stadtpfyffer-Marsch
- 1965 - Marsch der Grenadier-Musik
- 1965 - Wir vom Regiment 26
- 1966 - Albrecht von Haller-Marsch
- 1967 - Kaiserstuhl-Tuniberg-Marsch
- 1968 - Unsere Sänger
- 1971 - Rüschlikoner Tuner-Marsch
- Bundesrat Honegger-Marsch
- Tösstaler Gruss

## Publicaties
- Max Waeber: René Stucki, Dirigent (gest. 2002).. René Stucki zum Gedenken : früherer Dirigent in Bauma und Weisslingen verstorben, in: Anzeiger von Uster. Uster. 25.6.2002. - S. 14.